# 民主变革大会
民主变革会议（Congress for Democratic Change，简称CDC）是一个利比里亚政党，由2005年总统候选人乔治·维阿的支持者创建。该党于2017年大選前在参议院有3个议席（总共30席），在众议院有10个（总共73席）。

## 选举
2005年10月11日举行的总统大选中，乔治·维阿赢得了28.3%的得票率位居第一位，不过在11月8日举行第二轮选举中他被联盟党候选人埃伦·约翰逊·瑟利夫击败：瑟利夫与他的得票率为别为59.4%和40.6%。
2011年总统大选第一轮投票于10月11日举行，71.8%选举人参与了投票。瑟利夫获得43.9%的得票率，民主變革大會的温斯顿·杜伯曼获得32.7%位列第二。由于二人没有获得绝对多数，因此同年11月8日举行了第二轮投票。杜伯曼宣称瑟利夫的支持者垄断了第一轮投票，因此他呼吁他的支持者抵制第二轮投票，导致只有38%人参与投票。最终选举委员会于11月15日公布他只赢得9.3%的选票（瑟利夫得到607,618张选票，杜伯曼获得62,207张）。
2017年大選，乔治·维阿再次代表民主變革大會參選總統，並成功當選。